# Taksonomija
Taksonomíja (grško τάχις: táksis red, razpored, ureditev + νόμος: nómos - zakon, zakonitost; latinsko taxo) oziroma (v biologiji) starejše ime sistemátika se lahko nanaša na stopenjsko razvrstitev stvari oziroma na načela, ki podpirajo razvrstitev. Na podlagi kakšnega taksonomskega sistema lahko razvrstimo praktično vse - organske objekte, neorganske objekte, telesa, kraje, dogodke in podobno. 
Taksonomije ali taksonomske sheme so sestavljene iz taksonomskih enot (znane tudi kot taksoni) ali vrst stvari, ki so pogosto urejene v hierarhični strukturi. Navadno so med seboj povezane v odnosih podrednosti in nadrednosti, ki jih imenujemo tudi odnosi starš-otrok. V tovrstnem odnosu ima stvar, ki je v podrednem položaju, po definiciji enake omejitve kot stvar v nadrednem položaju, poleg tega pa še eno ali več omejitev. Zgled: avto je podredje vozila. To pomeni, da je vsak avto tudi vozilo, vendar ni vsako vozilo avto. Potemtakem mora stvar izpolniti več omejitev, da je avto, kot da je le vozilo. 
V matematiki je taksonomija drevesna zgradba za dano množico objektov. Na vrhu te zgradbe je enojna razvrstitev - korenska točka, ki se nanaša na vse objekte. Točke pod korensko točko so bolj določene razvrstitev, ki se nanašajo na podmnožice celotne množice razdeljenih objektov. V von Linnéjevi znanstveni razvrstitvi organizmov je koren organizem (ker se nanaša na vsa živa bitja, je samo naznačen in ni nedvoumno naveden). Pod njim so kraljestvo, deblo, (poddeblo), razred, red, družina, rod in vrsta. Med temi razvrstitvami je velikokrat še več drugih stopenj (npr. podrazred, nadred, poddružina, podvrsta, varieteta, itd.).
Izvorno se je izraz taksonomija nanašal na klasifikacijo živih organizmov (sedaj znana kot alfa taksonomija); dandanes pa izraz zajema veliko široše in bolj splošno področje in se nanaša na klasifikacijo stvari, poleg tega pa tudi na načela, ki so osnova tovrstne klasifikacije. 
Skoraj vse – žive stvari, nežive stvari, prostori, koncepti, dogodki, lastnosti in razmerja – lahko razvrstimo po neki taksonomski shemi. Kategorije Wikipedie ilustrirajo taksonomsko shemo.
Zelo pomembni pojavni obliki taksonomije v biologiji sta znanstvena klasifikacija in biološka sistematika.
V geografiji lahko na primer govorimo o geomorfologiji kot o taksonomiji kopenskih oblik.
Izraz taksonomija se lahko nanaša tudi na sheme odnosov, ki niso v hierarhiji starš-otrok, kot so mrežne strukture z drugimi tipi odnosov. Taksonomije lahko vključujejo posamezne otroke z multi-starši, kot se lahko na primer »avto« pojavi z obema staršema – »vozilom« in »jeklenim mehanizmom«: vendar pa nekaterim to pomeni edino, da je »avto« del različnih taksonomij.
Taksonomija je lahko tudi preprosta organizacija stvari v skupine ali celo abecedni seznam. Kljub temu je 'besedišče' bolj primeren izraz za takšen seznam. V sedanji rabi »Knowledge Management-a«, so taksonomije predstavljene kot manj obsežne ontologija (nauki o bitju), saj se ontologije nanašajo na večjo raznolikost odnosnih tipov.
Matematično, je hierarhična taksonomija drevesna struktura klasifikacije za dani niz objektov. Imenujemo jo tudi 'vsebinska hierarhija'. Na vrhu te strukture je ena sama klasifikacija, izvorni vozel, ki se nanaša na vse objekte. Vozli pod tem izvorom so bolj določene klasifikacije, ki se nanašajo na podnize celotnih nizov razvrščenih objektov. Tako se na primer, v navadnih shemah znanstvenih klasifikacij organizmov izvor imenuje »organizem«, ki mu sledijo vozli po taksonomskih redih: domena, kraljestvo, deblo, razred itd. Napredek sklepanja vodi od obče znanega do bolj specifičnega.
Nasprotno pa v kontekstu legalne terminologije, obstaja odprta miselno povezana taksonomija, ki se ozira samo na točno določen kontekst. Na pravnem področju je oblikovano uradno poročilo pravnih izrazov odprte zgradbe. Napredek sklepanja vodi od ob obče znanega do bolj specifičnega. 

## Taksonomija in miselna taksonomija
Nekateri so oporekali, da človeški um znanje naravno organizira v take sisteme, ta pogled temelji na Kantovi epistemologiji. Antropologi pravijo, da je taksonomija del kulturnega in sociološkega sistema, ter služi različnim socialnim funkcijam.
Najbolj znana študija ljudske taksonomije je študija Émile Durkheim, The Elementary Forms of Religious Life.

## Različne vrste
Linnejeva taksonomija (imenovana po Carlu Linneju) je sistem, ki je najbolj domač ljudem, ki se ne ukvarjajo s taksonomijo. Uporablja uradne taksonomske nize: kraljestvo, deblo, razred, red, družina, rod, vrsta (po vrsti). Nižji nizi (naddružina do podvrsta) so strogo urejeni, kot je na primer Mednarodni kodeks zoološke nomenklature (ICZN) za živali, medtem ko je taksonomija v višjih nizih rezultat soglasnosti v znanstveni skupnosti. Raziskovalci pridejo do taksona na različne načine, vse pa je odvisno od razpoložljivosti podatkov in virov; metode variirajo od preprostih kvalitativnih primerjav za manj znane organizme, do temeljitih kladističnih analiz za dobro znane skupine z bogatimi zaporednimi podatki v DNK.
V filogenetični ali kladistični taksonomiji so organizmi razporejeni v klade, ki jih odkrijejo z razvrstitvijo taksonov z uporabo izvornih lastnosti. Z uporabo kladov, ki predstavljajo kriterije za ločitev, lahko kladistična taksonomija z uporabo kladogramov razporedi taksone v nerazporejene skupine. Taksonomija se nanaša izključno na kladistično analizo. 
V numerični ali številčni taksonomiji je osnova taksonomije izključno skupinska analiza in sosedska povezava, saj se tako najbolj prilega številčnim enačbam, ki označujejo izmerljive količine številnih organizmov. To metodo pa je danes v veliki meri izpodrinila boljša kladistična taksonomija, razen ko so analize računalniško preveč intenzivne (za zelo obsežno kladistično analizo lahko porabimo tudi več mesecev).
Ljudska taksonomija (analizirala sta jih Durkheim in Lévi-Strauss) se osredotoča na evolucijske sorodnosti. Izraz »korporacijska taksonomija« se uporablja v podjetjih za opisovanje zelo omejeno obliko taksonomije, ki se jo uporablja samo v eni organizaciji. Primer klasificiranja dreves kot »Vrsta A«, »Vrsta B« in »Vrsta C« v določenih podjetjih za označevanje pošiljke hlodov.
Pojem »vojaška taksonomija« obsega orožje, opremo, organizacijo, strategijo in taktiko. V vojski ima uporaba taksonomije večjo vrednost kot le naštevanje in predalčkanje informacij. V 21. stoletju bi npr. del taksonomije za teroriste obsegal izraze za posameznike, teroristične skupine, teroristične napade, orožja, zbirališča in značilnosti teroristov in terorističnih skupin.
Zgledi drugih taksonomij so tudi:
- astronomija:
  - razvrstitev galaksij (Hubblova razvrstitev galaksij),
  - razvrstitev zvezd (H-R diagram),
  - imena zvezd (Bayerjevo in Flamsteedovo poimenovanje),
  - razvrstitev ozvezdij (seznam ozvezdij),
  - razvrstitev asteroidov (seznam asteroidnih tipov),
- fizika:
  - razvrstitev osnovnih delcev (kvarki, leptoni),
- kemija:
  - razvrstitev kemijskih elementov (periodni sistem elementov),
- matematika:
  - klasifikacija grup,
  - razvrstitev mnogokotnikov,
  - razvrstitev števil (seznam števil).

### Biologija
- evolucijsko drevo,
- kladistika,
- molekularna sistematika,
- numerična taksonomija,
- ontologija,
- Sibley-Ahlquistova taksonomija,
- takson.